# Podomyrma striata
Podomyrma striata är en myrart som beskrevs av Smith 1859. Podomyrma striata ingår i släktet Podomyrma och familjen myror.

## Underarter
Arten delas in i följande underarter:
- P. s. nigra
- P. s. striata